# Devil (슈퍼주니어의 음반)
《Devil》은  대한민국의 남성 그룹 슈퍼주니어의 데뷔 10주년 기념 스페셜 앨범이다. 2014년 8월 발매된 정규 7집 《MAMACITA》 이후 약 11개월 만에 발표된 앨범으로, 본 앨범에는 2015년 5월 5일 소집해제한 멤버 예성이 2012년 6집 《Sexy, Free & Single》 이후 3년 만에 팀에 합류하여 앞서 입대한 신동과 성민을 제외한 총 9명의 멤버가 참여하였다. 타이틀 곡 〈Devil〉은 저스틴 비버, 크리스 브라운 등과 작업한 세계 최정상급 프로듀싱팀 스테레오타입스와 작곡가 켄지가 참여한 트렌디한 멜로디의 댄스 곡으로, 가사에는 지독한 사랑에 빠진 남자의 솔직한 고백을 담았다. 본 앨범은 슈퍼주니어의 데뷔 10주년을 기념하는 성격을 띄는 앨범 구성과 과반수 이상의 멤버들의 순차적인 군 입대를 비롯한 앨범 활동의 제약상 스페셜 앨범으로 분류되고 있다. 또한 본 앨범에는 스페셜 앨범의 특성 상 슈퍼주니어 단체곡을 비롯하여 슈퍼주니어-K.R.Y, 슈퍼주니어-T, 슈퍼주니어-M, 슈퍼주니어-D&E 등의 유닛별 트랙도 각각 수록되어 있다.

## 배경 및 발매
슈퍼주니어는 앨범 발표에 앞서 2015년 7월 6일 열렸던 〈SMTOWN Live World Tour IV〉의 일본 동경 공연에서 슈퍼주니어의 스페셜 앨범 발표를 예고하였다. 이후 컴백을 앞두고 7월 8일, 공식 홈페이지를 통해 멤버별 티저 이미지와 타이틀곡 〈Devil〉을 짤막하게 공개한 트레일러 영상이 유튜브와 네이버 TV캐스트를 통해 공개되었다. 이후 7월 11일에는 유튜브를 통해 티저 영상이 공개되었으며 음원 공개에 앞서 7월 11일과 12일 양일에 걸쳐 열린 〈SUPER SHOW 6〉의 서울 앙코르 콘서트에서 타이틀곡 〈Devil〉을 비롯한 수록곡 4곡을 선공개하였다. 7월 15일에는 음원 공개에 앞서 앨범 관련 기자간담회를 열었고 '슈퍼주니어 악마들의 회식'이라는 생방송을 네이버 스타캐스트를 통해 중계하여 스페셜 앨범 소개와 멤버들의 유쾌한 회식 현장이 공개되기도 하였다. 7월 16일부터 각종 음악 사이트에 음원 공개 및 오프라인 판매가 시행되었으며 당일 방송되는 Mnet 〈엠카운트다운〉을 시작으로 앨범 활동을 벌였다.

## 수록곡

### 일반판
| #            | 제목                                            | 작사                       | 작곡                                                       | 편곡  | 재생 시간 |
| ------------ | ----------------------------------------------- | -------------------------- | ---------------------------------------------------------- | ----- | --------- |
| 1.           | 〈Devil〉                                       | Kenzie                     | Kenzie, Stereotypes, Micah Powell                          | 3:36  |           |
| 2.           | 〈Simply Beautiful〉                            | 조윤경                     | 신혁, DK, Marco Reyes, Jarah Gibson, Jeffrey Patrick Lewis | 4:03  |           |
| 3.           | 〈별이 뜬다〉 (Stars Appear...)                 | 에피톤 프로젝트            | 에피톤 프로젝트                                            | 3:45  |           |
| 4.           | 〈Good Love〉                                   | Kenzie                     | Kenzie, Stereotypes, Micah Powell                          | 3:20  |           |
| 5.           | 〈We Can (K.R.Y)〉                              | 이승환                     | 이승환, 황성제                                             | 3:58  |           |
| 6.           | 〈Don’t Wake Me Up (D&E)〉                      | 동해, Team One Sound       | 동해, Team One Sound                                       | 3:08  |           |
| 7.           | 〈첫눈에 반했습니다 (T)〉 (Love at First Sight) | 강준우                     | 강준우                                                     | 3:44  |           |
| 8.           | 〈每天 (M)〉 (Forever with You)                 | 조미                       | Andreas Oberg, Martin K, Llang                             | 3:12  |           |
| 9.           | 〈Rock'n Shine!〉                               | 김윤아                     | 김윤아                                                     | 3:55  |           |
| 10.          | 〈Alright〉                                     | 은혁, 동해, Team One Sound | 동해, Team One Sound                                       | 3:55  |           |
| 총 재생 시간 | 총 재생 시간                                    | 총 재생 시간               | 총 재생 시간                                               | 36:36 |           |

### Part.2
| #            | 제목                                            | 작사                        | 작곡                                                       | 편곡  | 재생 시간 |
| ------------ | ----------------------------------------------- | --------------------------- | ---------------------------------------------------------- | ----- | --------- |
| 1.           | 〈Magic〉                                       | 조윤경                      | 이주형, G-High, Thomas Sardof                              | 3:35  |           |
| 2.           | 〈Devil〉                                       | Kenzie                      | Kenzie, Stereotypes, Micah Powell                          | 3:36  |           |
| 3.           | 〈Simply Beautiful〉                            | 조윤경                      | 신혁, DK, Marco Reyes, Jarah Gibson, Jeffrey Patrick Lewis | 4:03  |           |
| 4.           | 〈놈, 놈, 놈〉 (You Got It)                     | 이특, 희철, 은혁, Young Sky | Stereotypes, Three                                         | 4:23  |           |
| 5.           | 〈Dorothy (K.R.Y)〉                             | 김진아                      | 이상준                                                     | 4:24  |           |
| 6.           | 〈Sarang♥〉                                     | 희철, Team One Sound        | 이특, Team One Sound                                       | 3:17  |           |
| 7.           | 〈별이 뜬다〉 (Stars Appear...)                 | 에피톤 프로젝트             | 에피톤 프로젝트                                            | 3:45  |           |
| 8.           | 〈Good Love〉                                   | Kenzie                      | Kenzie, Stereotypes, Micah Powell                          | 3:20  |           |
| 9.           | 〈We Can (K.R.Y)〉                              | 이승환                      | 이승환, 황성제                                             | 3:58  |           |
| 10.          | 〈Don't Wake Me Up (D&E)〉                      | 동해, Team One Sound        | 동해, Team One Sound                                       | 3:08  |           |
| 11.          | 〈첫눈에 반했습니다 (T)〉 (Love at First Sight) | 강준우                      | 강준우                                                     | 3:44  |           |
| 12.          | 〈每天 (M)〉 (Forever with You)                 | 조미                        | Andreas Oberg, Martin K, Llang                             | 3:12  |           |
| 13.          | 〈Rock'n Shine!〉                               | 김윤아                      | 김윤아                                                     | 3:55  |           |
| 14.          | 〈Alright〉                                     | 은혁, 동해, Team One Sound  | 동해, Team One Sound                                       | 3:55  |           |
| 총 재생 시간 | 총 재생 시간                                    | 총 재생 시간                | 총 재생 시간                                               | 52:15 |           |

## 방송 출연 목록
| 방영 일자                            | 프로그램                                              | 비고                                                                                          |
| ------------------------------------ | ----------------------------------------------------- | --------------------------------------------------------------------------------------------- |
| 음악 프로그램                        |                                                       |                                                                                               |
| 2015년 7월 16일                      | Mnet M! Countdown                                     | Don't Wake Me Up + Devil                                                                      |
| 2015년 7월 17일                      | KBS 2TV 뮤직뱅크                                      | 첫눈에 반했습니다 (Love at First Sight) + Devil                                               |
| 2015년 7월 18일                      | MBC 쇼! 음악중심                                      | We Can + Devil                                                                                |
| 2015년 7월 19일                      | SBS 인기가요                                          | Alright + Devil                                                                               |
| 2015년 8월 7일                       | KBS 2TV 뮤직뱅크 (시원 제외)                          | Devil                                                                                         |
| 2015년 8월 8일                       | MBC 쇼! 음악중심 (시원 제외)                          | Devil                                                                                         |
| 2015년 8월 9일 (7일 사전 녹화)       | SBS 인기가요 (시원 제외)                              | Devil                                                                                         |
| 2015년 8월 16일 (9일 녹화)           | SBS 인기가요 - 2015 대한민국 음악대향연 (시원 제외)   | Devil + 멘트 + Shake It Up-떴다 오빠-행복                                                     |
| 예능 프로그램                        |                                                       |                                                                                               |
| 2015년 7월 15일 (8일 녹화)           | MBC 황금어장 라디오스타 - 슈퍼주니어 나쁜 녀석들 특집 | 이특, 희철, 예성, 은혁, 동해, 시원                                                            |
| 2015년 8월 9일 (7월 28일 녹화)       | MBC 일요일 일요일 밤에 - 미스터리 음악쇼 복면가왕     | 이특 (판정단 출연)                                                                            |
| 2015년 8월 16일 (7월 28일 녹화)      | MBC 일요일 일요일 밤에 - 미스터리 음악쇼 복면가왕     | 이특 (판정단 출연)                                                                            |
| 2015년 9월 11일                      | MBC 특별 생방송 여러분의 선택! 복면가왕               | 강인 (판정단 출연)                                                                            |
| 2015년 9월 20일 (1일 녹화)           | SBS 일요일이 좋다 런닝맨 - '뇌가 섹시한 아이돌' 특집  | 규현                                                                                          |
| 2015년 10월 11일 (8월 20일 녹화)     | KBS 2TV 출발드림팀 시즌 2                             | 강인, 은혁                                                                                    |
| 2015년 9월 25일                      | MBC 추석특집 듀엣가요제 8+                            | 희철                                                                                          |
| 2015년 9월 27일 (8일 녹화)           | SBS 일요일이 좋다 런닝맨 - 해피 추석 레이스           | 은혁                                                                                          |
| 2015년 10월 2일                      | MBC 세바퀴                                            | 강인, 려욱                                                                                    |
| 라디오 출연                          |                                                       |                                                                                               |
| 특집 프로그램 및 시상식              |                                                       |                                                                                               |
| 2015년 8월 13일 (현지 시각 1일 녹화) | Mnet M! Countdown - KCON 2015 USA                     | Twins (Knock Out) + Sorry, Sorry + Ment + Mr. Simple + Shake It Up-떴다 오빠-Rockstar + Devil |
| 2016년 1월 21일                      | 2015 골든디스크상 - 음반 부문                         | 디스크 본상 (이특, 강인)                                                                      |
| 2016년 2월 17일                      | 제 5회 가온 차트 K-POP 어워드                         | 올해의 가수상 음반부문 3분기 (이특, 예성, 강인)                                               |